# Jacques Louis Cappel
Pour les articles homonymes, voir Cappel.
Jacques Louis Cappel (1639-1722), est un ministre du culte et un théologien protestant. 

## Biographie
Il succède à son père Louis Cappel dans sa chaire, continue sa dispute avec la famille Buxtorf. Il publie quelques-uns de ses ouvrages avant de trouver refuge en Angleterre à la révocation de l'édit de Nantes.